# Ophioscion adustus
Ophioscion adustus är en fiskart som först beskrevs av Agassiz, 1831.  Ophioscion adustus ingår i släktet Ophioscion och familjen havsgösfiskar. Inga underarter finns listade i Catalogue of Life.